# 城生佰太郎
城生 佰太郎（じょうお はくたろう、1946年3月24日 - ）は、日本の言語学者、筑波大学名誉教授、文教大学教授。専攻は実験音声学、アルタイ言語学。

## 人物
東京都生まれ。1971年東京外国語大学大学院外国語学研究科修了。国際基督教大学学術博士。筑波大学人文社会科学研究科教授を2009年に定年退任し、文教大学教授。多数の一般向け著書を出している。

## 著書
- 当節おもしろ言語学 講談社 1985.6
- オタミミ・ベンベの言語学 語彙論への招待 日本評論社 1987.3
- 日本人の日本語知らず  アルク 1989.2
- 音声学 新装増訂版 アポロン音楽工業 1989.12
- 言語学は科学である 「象ガ国会デ宿題ヲ忘レル」不思議への招待 情報センター出版局 1990.11
- 日本語ちょっといい話 話しことばの言語学 創拓社 1991.7
- ことばの未来学 千年後を予測する 1992.2 (講談社現代新書)
- 日本語研究所  日本実業出版社 1994.3
- 「ことばの科学」雑学事典 見て・知って・推理する「ことば」の不思議 日本実業出版社 1994.12
- 話し方の(特)法則 音法で差をつけるトークセンス 同朋舎 1997.8
- 実験音声学研究 勉誠社 1997.12
- アルタイ語対照研究 なぞなぞに見られる韻律節の構造 勉誠出版 2001.2
- モンゴル語母音調和の研究 実験音声学的接近 勉誠出版 2005.2
- 日本音声学研究 実験音声学方法論考 勉誠出版 2005.2
- 一般音声学講義 勉誠出版 2008.5

## 共編著
- 日本語「らしさ」の言語学 松崎寛 講談社 1995.1
- 右脳を刺激する日本語小辞典 佐久間まゆみ 東京書籍 1996.11
- コンピュータ音声学 おうふう 2001.1 (日本語教育学シリーズ)
- 映像の言語学 おうふう 2002.1 (日本語教育学シリーズ)
- 旅のお供に今すぐ使えるモンゴル語入門 チメッツェレン・アマルゾル共著 勉誠出版 2007.11

## 記念論集
- 実験音声学と一般言語学 城生佰太郎博士還暦記念論文集編集委員会 東京堂出版 2006.7